# Nokia Lumia 510

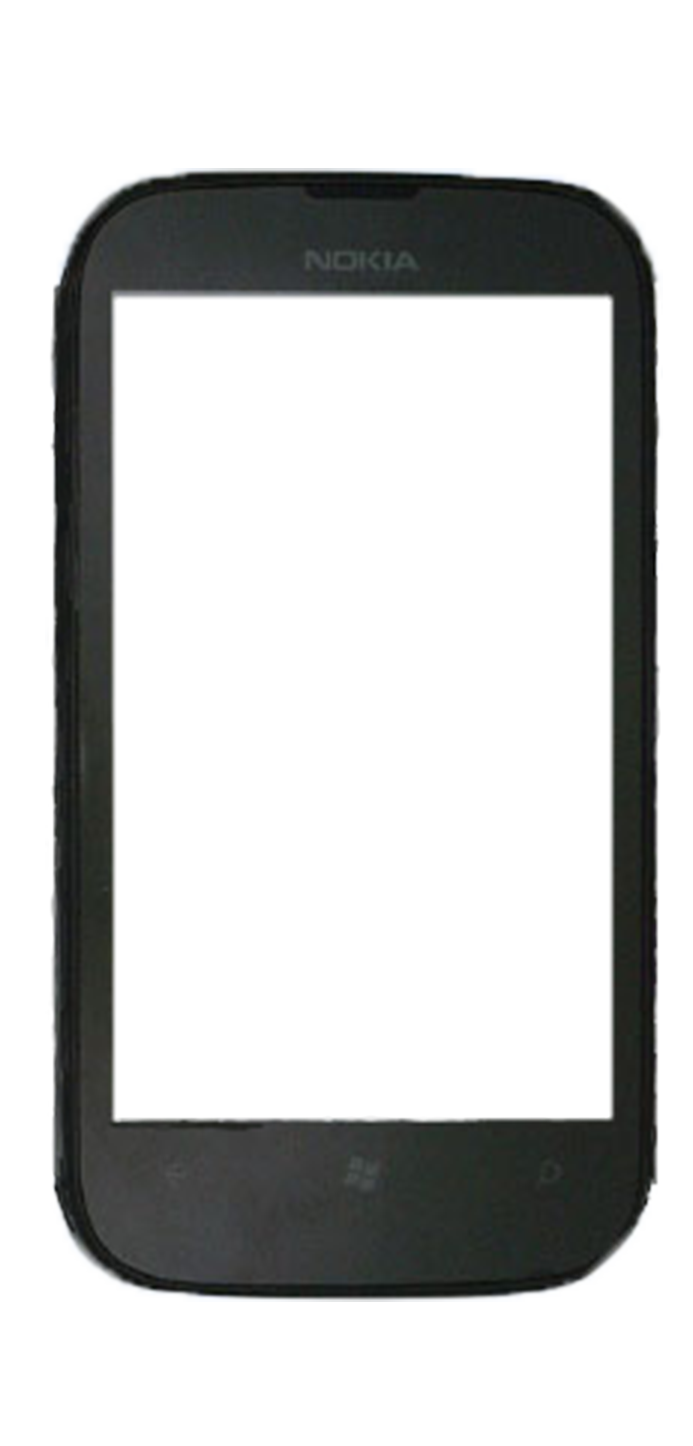
Imagen de Nokia Lumia 510

Nokia Lumia 510 es un teléfono modelo Nokia que contiene la tecnología de Windows Phone 7, actualizable a la versión 7.8 pero no actualizable a la versión de Windows Phone 8 ni Windows Phone 8.1. Este es considerado el celular más económico de Nokia, salió al mercado en noviembre del año 2012, disponible en 5 colores .

## Características
Las características de este teléfono inteligente son similares a las del Nokia Lumia 510: 
- cámara de 5 megapixeles
- pantalla de 4'pulgadas
- 256 MB de memoria interna
- conector de audio 3,5
- sistema operativo Windows Phone 7
- skydrive